# 日本海洋資格センター九州海技学院
日本海洋資格センター九州海技学院（にほんかいようしかくセンターきゅうしゅうかいぎがくいん）、熊本県宇城市にある海事教育機関である。旧三角町により1957年に開設し、宇城市発足後は2014年3月31日まで宇城市によって運営されていた全国唯一の公立海事教育機関であった。同年4月1日より株式会社日本船舶職員養成協会西日本（略称：JEIS西日本、2019年に株式会社日本海洋資格センター（略称：JML）に社名変更）に運営を引き継がれた。

## 沿革
- 1956年4月 - 三角航海機関学院として発足[1]
- 1957年 - 三角町立九州海技学院設立
- 2005年1月15日 - 宇城市発足に伴い、宇城市立九州海技学院に改称[2]
- 2014年
  - 3月31日 - 宇城市立九州海技学院廃止[1][3]
  - 4月1日 - JEIS西日本に経営移管され、JEIS西日本九州海技学院と改称
- 2019年 - JEIS西日本が日本海洋資格センターへ社名変更。日本海洋資格センター九州海技学院と改称

## 実施講習
- 海技士受験講習
- 海技士養成講習（六級一種）（六級二種）
- 海技免状、操縦免許証失効再交付講習
- 海技免許講習
- 特殊無線技士講習

## 九州海技学院本館
九州海技学院本館は、宇土郡の郡役場として1902年に竣工された。1926年に郡制が廃止された後、三角町役場となった。1943年には、日本陸軍の暁部隊の拠点となり、1946年から1947年までには有明中学校（旧制中学校）校舎として使用された。1957年に三角町立九州海技学院が設立され、当学院の校舎として利用されてきた。2019年より日本海洋資格センターが九州海技学院を引き継いでいる。木造平屋建ての洋風の建屋であり、外壁は漆喰により石造に見せている。アーチのついた縦長の窓があり、屋根にはドーマー窓を設置している。同時に建造された門柱・石垣とともに国の登録有形文化財に登録されている。